# Eduard Feodor Gloeckner
Eduard Feodor Gloeckner (* 13. April 1812 in Borna; † 22. Februar 1885 in Dresden) war ein Jurist und Ehrenbürger von Wittenberg.

## Leben
Eduard Feodor Gloeckner wurde am 13. April 1812 in Borna im Königreich Sachsen geboren. Nach einem Jurastudium war er Rechtsanwalt und Notar in Dresden. Durch einen Wechsel nach Wittenberg wurde er königlicher Justizrat.
Bereits 1850 beabsichtigte die Innere Mission in Wittenberg ein Kinderheim zu errichten, um die Jugend vor der Verwahrlosung zu schützen. Dieses Bestreben unterstützte Gloeckner und gründete am 25. August 1856 in der Mittelstraße 167 (heute Nr. 18), ein so genanntes Knaben-Rettungs-Haus. Am 1. Oktober nahm dasselbe mit zwei Knaben den Betrieb auf. Jedoch reichten alsbald die freiwilligen Einnahmen für die weitere Aufrechterhaltung nicht aus. So beschloss man das Haus in der Mittelstraße zu verkaufen. Gloeckner, der zwischenzeitlich nach Halle verzogen war, schenkte zum Bau des neuen „Knabenrettungshauses“ ein an das vormalige Grundstück angrenzendes Gelände. Dieses befand sich in der Mauerstraße (zwischenzeitlich Poststraße, heute Fleischerstraße 17). Die darauf befindlichen baufälligen Gebäude wurden abgerissen und am 31. Juli 1874 wurde feierlich der Grundstein zum Bau gelegt. Die Einweihung des Gebäudes am 31. Juli 1875 erlebte Gloeckner nicht mehr.

## Gloecknerstift
Durch den Neubau lastete eine Schuld von 10.000 Thalern auf dem Gebäude. Eine Besserung der Schuldenlage wurde durch ein Vermächtnis des am 22. Februar 1885 in Dresden verstorbenen Gloeckners erzielt. Ein Verkauf des ungeeigneten Ackerstücks brachte 1894 eine erneute Verbesserung der finanziellen Lage und es konnten bauliche Veränderungen am Hause vorgenommen werden. Am 1. April 1911 benannte man das „Rettungshaus“ – um den Stifter zu ehren – in Gloecknerstift um. Heute ist das Gloecknerstift eine Jugendbegegnungs- und -beherbungsstätte des Christlichen Vereins Junger Menschen (CVJM) in Wittenberg.

## Auszeichnungen
- „In dankbarer Anerkennung seiner während der hiesigen Amtswirksamkeit dem Dienste der Stadt und ihrer Angelegenheiten mit großen Eifer gewidmeten Tätigkeit“, verlieh die Stadt Wittenberg Eduard Feodor Gloeckner am 3. November 1874 die Ehrenbürgerwürde. Eine gusseiserne Gedenktafel befindet sich am heutigen Gloecknerstift in der Fleischerstrasse 17.
- Die in Wittenberg befindliche Gloecknerstraße wurde nach dem Stifter des einstigen Knabenrettungshauses benannt.